# Mali koncil
Mali koncil (Mak) hrvatski je mjesečni katolički list za djecu. Izdaje ga Glas Koncila.

## Povijest
Prvi broj izašao je u ožujku 1966. u crno bijeloj tehnici, bez korica, koje su bile u boji samo prigodom Božića. Početkom 1969. godine list dobiva korice u boji, a nastaju i rubrike koje su aktualne i danas (Pisma iz misija i Mali mozaik dobrote). Od 1973. počinje Makova vjeronaučna olimpijada, danas službeno školsko natjecanje iz vjeronauka za učenike osnovnih i srednjih škola. Zaštitni znak, cvijet maka, te skraćeni naziv MAK, list dobiva 1977. godine. Modernizacijom tiskarskih pogona, od 1990. povećava se broj stranica u boji, a od 1999. izlazi sa svim stranicama u boji.
Rješenjem Ministarstva znanosti i obrazovanja Republike Hrvatske od školske godine 2022./23. Mak je pomagalo u nastavi katoličkoga vjeronauka u školama.

## Sadržaj
Dosad su ga uređivali vlč. Marko Majstorović, fra Gabrijel Đurak, vlč. Luka Depolo, a trenutni vršitelj uredničke dužnosti je Vojmil Žic. Kao suradnici bili su i misionari, od kojih je najpoznatiji sluga Božji o. Ante Gabrić, suradnik sv. Majke Terezije u Indiji.
Najvažnija je dječja tiskovina školskoga i župnoga katoličkog vjeronauka u Hrvatskoj i Bosni i Hercegovini te Vjeronaučne olimpijade – natjecanja iz katoličkoga vjeronauka za učenike osnovne i srednje škole. Izlazi od rujna do lipnja. Do 2023., cijena mu je bila 7 pa 11 kuna, a danas je 3 eura.
Časopis je izdao i dva albuma sa životopisima svetaca Katoličke Crkve i velikana vjere u Hrvata, a mnogi prilozi objavljivani u njemu naknadno su sabrani i objavljivani kao samostalna izdanja.

## Vanjske poveznice
Mrežna mjesta
- mak : mali koncil, službeno mrežno mjesto
- Mali koncil u mrežnomu izdanju Hrvatske enciklopedije
- Sara Zorović, Hrvatski dječji religijski časopisi (2018.)